# 1993 في تشيلي
فيما يلي قوائم الأحداث التي وقعت خلال عام 1993 في تشيلي.

## رياضة
- 1 يناير – الدوري التشيلي لكرة القدم 1993 الفائز كولو-كولو.

## مواليد

### يناير
- 11 يناير – هوغو ألاركون لاعب كرة قدم تشيلي.[1]

### فبراير
- 10 فبراير – ميخائيل كونتريرز لاعب كرة قدم تشيلي.[2]
- 14 فبراير – نيكولاس كاستيلو لاعب كرة قدم تشيلي.[3]
- 15 فبراير – جون مانويل برافو لاعب كرة قدم تشيلي.[4]

### مارس
- 1 مارس – رودريغو الأورينا لاعب كرة قدم تشيلي.[5]
- 3 مارس – أليخاندرو كونتريراس لاعب كرة قدم تشيلي.[6]
- 5 مارس – خوان ديلغادو لاعب كرة قدم تشيلي.[7]
- 7 مارس – أوسكار إغناثيو هرنانديز لاعب كرة قدم تشيلي.[8]
- 16 مارس – جان مينسيس لاعب كرة قدم تشيلي.[9]
- 24 مارس – ألفارو سالازار لاعب كرة قدم تشيلي.[10]

### أبريل
- 12 أبريل – سيزار فوينتيس لاعب كرة قدم تشيلي.[11]
- 18 أبريل – أنجلو ساغال لاعب كرة قدم تشيلي.[12]
- 19 أبريل – هنري كالديرون لاعب كرة قدم تشيلي.[13]
- 27 أبريل – جونزالو لاما لاعب كرة مضرب تشيلي.

### مايو
- 15 مايو – دييغو روبيو لاعب كرة قدم تشيلي.[14]
- 16 مايو – دييغو أوريلانا لاعب كرة قدم تشيلي.

### يونيو
- 6 يونيو – سباستيان مارتينيز مونيوث لاعب كرة قدم تشيلي.[15]

### يوليو
- 9 يوليو – كارلوس دياز[16]
- 27 يوليو – ماريو لاريناس لاعب كرة قدم تشيلي.[17]

### أغسطس
- 2 أغسطس – فيليبي مورا لاعب كرة قدم.[18]
- 26 أغسطس – فالبير هويرتا لاعب كرة قدم تشيلي.[19]

### سبتمبر
- 14 سبتمبر – فرناندا فلوريس
- 15 سبتمبر – نيكولاس فارغاس لاعب كرة قدم تشيلي.[20]

### أكتوبر
- 1 أكتوبر – كريستيان برافو لاعب كرة قدم تشيلي.[21]
- 14 أكتوبر – اوزفالدو بوسو لاعب كرة قدم تشيلي.[22]

### نوفمبر
- 2 نوفمبر – إيغناسيو كاروكا لاعب كرة قدم تشيلي.[23]
- 8 نوفمبر – فيليب كامبوس لاعب كرة قدم تشيلي.[24]

### ديسمبر
- 23 ديسمبر – كلاوديو بايزا لاعب كرة قدم تشيلي.[25]

## وفيات

### يناير
- 1 يناير – نيستور ميزا (مواليد 1913) مؤرخ تشيلي.

### مارس
- 29 مارس – حزقيال لويس مارتينيز (مواليد 1942) كاتب تشيلي.[26]

### يونيو
- 9 يونيو – خوان داوني (مواليد 1940) مخرج أفلام تشيلي.[27]

### أغسطس
- 3 أغسطس – مرسيدس فالديف يسو (مواليد 1924) كاتبة تشيلية.